# Fê Lemos
Antônio Felipe Villar de Lemos (Rio de Janeiro, 18 de junho de 1962), mais conhecido como Fê Lemos, é um músico brasileiro.
É baterista da banda Capital Inicial, da qual foi fundador ao lado de seu irmão, o baixista Flávio Lemos. Ambos também tocaram no grupo Aborto Elétrico, ao lado de Renato Russo.
Como letrista, compôs canções clássicas, tais como "Independência", "Leve Desespero", "Música Urbana", entre outras.

## Carreira
Nos final dos anos 70 formou o Aborto Elétrico, grupo seminal de punk rock de Brasília, ao lado de Renato Russo.
Nos anos 80 contribuiu com a explosão do rock brasileiro formando a banda Capital Inicial.
Em 2012, lançou seu primeiro livro Levadas e Quebradas, que conta a história do chamado rock de Brasília.
Foi interpretado por Bruno Torres na cinebiografia Somos Tão Jovens, de 2013.
Tem um projeto autoral de pop eletrônico chamado Hotel Básico. O primeiro álbum saiu em 2005. Em 2015, gravou o segundo CD chamado Amor Vagabundo (selo independente Qualé Cumpadi). No início de 2021, lançou seu terceiro trabalho em parceria com a cantora, guitarrista e compositora Mel Ravasio. O primeiro single foi “Quanto Mais Eu Vejo”.